# Jumpin' Jack Flash
〈Jumpin' Jack Flash〉는 1968년에 싱글로 발매된 영국의 록 밴드 롤링 스톤스의 곡이다. 《롤링 스톤》 잡지의 "런던을 흔들리게 하는 초자연적인 델타 블루스"라고 불리는 이 곡은 일부 사람들에 의해 바로크 팝과 사이키델리아가 그들의 이전 음반에서 《Aftermath》 (1966년), 《Between the Buttons》 (1967년), 특히 《Their Satanic Majesties Request》 (1967년)을 들은 후 블루스 뿌리로 돌아온 것으로 인식되었다. 이 그룹의 가장 인기 있고 알아볼 수 있는 곡들 중 하나로, 이 곡은 영화에 출연했으며, 특히 셀마 휴스턴, 아레사 프랭클린, 티나 터너, 피터 프램프턴, 조니 윈터, 리언 러셀 등 수많은 연주자들에 의해 다뤄졌다. 현재까지 이 곡은 밴드가 가장 많이 연주한 곡으로, 이 밴드가 1,100번 이상 협연하여 연주한 곡이다.

## 뮤직 비디오
1968년 5월 두 개의 홍보 동영상이 제작되었는데, 하나는 라이브 공연을, 다른 하나는 밴드 립싱크를 보여주었지만, 재거와 함께 분명히 다른 보컬을 부르고 모두 화장을 하고 있었다.

## 인증
| 국가                               | 인증 | 판매량/출하량 |
| ---------------------------------- | ---- | ------------- |
| 영국 (BPI)                         | 실버 | 200,000       |
| 판매량+스트리밍을 기반으로 한 인증 |      |               |